# Édith Alauze
Édith Alauze, née le 16 septembre 1908 à Eysines et morte le 19 janvier 1995 à Bourg-Saint-Andéol, est une athlète et footballeuse française.

## Biographie

### Famille
Édith Madeleine Marie Alauze est la fille de Jacques Jean Paul Alauze, directeur d'assurance et de Suzanne Marthe Maubourguet.

### Carrière sportive
Édith Alauze s'initie à l'athlétisme avec sa sœur Jacqueline
En 1923, elle s'engage au club sportif féminin de la Clodo, dans la section football ; elle remporte la Coupe de France en 1924 contre l'US Quevilly,.
Elle remporte aux Championnats de France d'athlétisme 1924 l'épreuve du saut en hauteur sans élan portant le nouveau record du monde de cette discipline à 1,31 m.
En 1925, elle rejoint le CASG de Marseille avec lequel elle est sacrée championne de France du 80 m haies.

### Vie privée
En 1928, Édith Alauze épouse à Marseille, Paul Alexandre Caire, ils divorcent en 1939. 
En secondes noces, elle se marie avec Louis Marie Muller, à Toulon.
Elle est morte à l'âge de 86 ans.